# Будова бактеріальної клітини
Бактерії, незважаючи на їх очевидну простоту, мають добре розвинену структуру клітини, яка відповідає за багато їх унікальних біологічних властивостей. Багато конструктивних деталей унікальні для бактерій і не знайдені серед архей або еукаріотів. Проте, незважаючи на відносну простоту бактерій і легкість вирощування окремих штамів, багато бактерій не вдається виростити в лабораторних умовах, а їх структури часто занадто малі для вивчення. Тому, хоча деякі принципи будови бактеріальної клітини добре вивчені та навіть застосовуються для інших організмів, більшість унікальних рис та структур бактерій все ще невідомі.

## Морфологія клітини

Типові форми бактеріальних клітин

Більшість бактерій мають або сферичну форму, так звані коки (від грецького слова kókkos — зерно або ягода), або паличкоподібну, так звані бацили (від латинського слова bacillus — паличка). Деякі паличкоподібні бактерії (вібріони) дещо зігнуті, а інші формують спіральні завитки (спірохети). Вся ця різноманітність форм бактерій визначається структурою їх клітинної стінки та цитоскелету. Ці форми важливі для функціонування бактерій оскільки вони можуть впливати на здатність бактерій отримувати живильні речовини, прикріплятися до поверхонь, рухатися і рятуватися від хижаків.

## Розмір бактерій
Бактерії можуть мати великий набір форм та розмірів (або морфологій). За розміром бактерійні клітини звичайно в 10 разів менші, ніж клітини еукаріотів, звичайно маючи тільки 0,5-5,0 μм у своєму найбільшому розмірі, хоча гігантські бактерії, такі як Thiomargarita namibiensis та Epulopiscium fishelsoni, можуть виростати до 0,5 мм у розмірі та бути видимими неозброєним оком. Найменшими вільно-живучими бактеріями є мікоплазми, члени роду Mycoplasma, лише 0,3 μм у довжину, приблизно рівні за розміром найбільшим вірусам.
Дрібний розмір важливий для бактерій, тому що він призводить до великого співвідношення площі поверхні до об'єму, що допомагає швидкому транспорту живильних речовин і виділенню відходів. Низьке співвідношеннях площі поверхні до об'єму, навпаки, обмежує швидкість метаболізму мікробу. Причина для існування великих клітин невідома, хоча здається, що великий об'єм використовується перш за все для зберігання додаткових живильних речовин. Однак, існує і найменший розмір вільно-живучої бактерії. Згідно з теоретичними підрахунками, сферична клітина діаметром менше 0,15-0,20 мкм стає нездатною до самостійного відтворення, оскільки в ній фізично не вміщуються всі необхідні біополімери і структури в достатній кількості. Нещодавно були описані нанобактерії (та схожі наноби і ультрамікробактерії), що мають розміри менше «припустимих», хоча факт існування таких бактерій все ще залишається під сумнівом. Вони, на відміну від вірусів, здатні до самостійного росту і розмноження, але вимагають отримання ряду живильних речовин, які вони не можуть синтезувати, від клітини-хазяїну.

## Структура клітинної оболонки
Див. також: Клітинна стінка

Як в інших організмах, бактеріальна клітинна стінка забезпечує структурну цілісність клітини. У прокаріотів, первинна функція клітинної стінки — захист клітини від внутрішнього тургору викликаного набагато вищими концентраціями білків та інших молекул усередині клітини порівняно з оточенням. Бактерійна клітинна стінка відрізняється від стінки всіх інших організмів наявністю пептидоглікану (ролі-N-ацетилглюкозамін і N-ацетомурамієва кислота), який розміщується безпосередньо за межами цитоплазмитичної мембрани. Пептидоглікан відповідає за жорсткість бактеріальної клітинної стінки і частково за визначення форми клітини. Він відносно пористий і не протидіє проникненню малих молекул. Більшість бактерій мають клітинні стінки (з декількома виключеннями, наприклад мікоплазма та споріднені бактерії), але не всі клітинні стінки мають таку ж саму структуру. Існує два головних типи бактеріальних клітинних стінок, у грам-позитивних і грам-негативних бактерій, які відрізняються за допомогою фарбування за Грамом.

### Клітинна стінка грам-позитивних бактерій

Клітинна структура грам-позитивних прокаріотів

Клітинна стінка грам-позитивних бактерій характеризується присутністю дуже товстого шару пептидоглікану, який відповідає за утримання барвника генціанового фіолетового під час процедури фарбування за Грамом. Така стінка знайдена винятково в організмах, які належать до типів Actinobacteria (або грам-позитивні бактерії з високим вмістом %G+C) і Firmicutes (або грам-позитивні бактерії з низьким вмістом %G+C). Бактерії в межах групи Deinococcus-Thermus також можуть позитивно фарбуватися за Грамом, але містять деякі структури клітинної стінки, типові для грам-негативних організмів. У клітинну стінку грам-позитивних бактерій вбудовані поліспирти, які називаються тейхоєвою кислотою, деякі з яких зв'язані з ліпідами, формуючи ліпотейхоєві кислоти. Оскільки вони ковалентно зв'язуються з ліпідами в межах цитоплазматичної мембрани, вони відповідають за з'єднання пептидоглікану з мембраною. Тейхоєва кислота надає грам-позитивним бактеріям негативний електричний зарад завдяки фосфодіестерним зв'язкам між мономерами техоєвої кислоти.

### Клітинна стінка грам-негативних бактерій
На відміну від грам-позитивних бактерій, грам-негативні бактерії містять дуже тонкий шар пептидоглікану, що відповідає за нездатність клітинних стінок утримувати фарбник крістал-віолет протягом процедури фарбування за Грамом. На додаток до шару пептидогліканів, грам-негативні бактерій мають другу, так звану зовнішню мембрану, що знаходиться назовні від клітинної стінки та компонує фосфоліпіди та ліпополісахаріди на своїй зовнішній стороні. Негативно заряджені ліпополісахаріди також надають клітині негативний електричний заряд. Хімічна структура ліпополісахарідів зовнішньої мембрани часто унікальна для окремих штамів бактерій і часто відповідає за реакцію антигенів з представниками цих штамів.

### Зовнішня мембрана
Як будь-який подвійний шар фосфоліпідів, зовнішня мембрана досить непроникна для всіх заряджених молекул. Проте, білкові канали (поріни) присутні в зовнішній мембрані, дозволяють пасивний транспорт багатьох іонів, цукру і амінокислот через зовнішню мембрану. Таким чином, ці молекули присутні у периплазмі, шарі між зовнішньою і цитоплазматичною мембранами. Периплазма містить шар пептидоглікану і багато білків, що відповідають за гідроліз і прийом позаклітинних сигналів. Вважається, що перівлазма гелеподібна, а не рідка, через високий вміст білків і пептидоглікану. Сигнали та живильні речовини з периплазми потрапляють до цитоплазми клітини використовуючи транспортні білки в цитоплазматичній мембрані.

## Бактеріальна цитоплазматична мембрана
Бактеріальна цитоплазматична мембрана складена з подвійного шару фосфоліпідів, і тому має всі загальні функції цитоплазматичної мембрани, діючи як бар'єр проникності для більшості молекул і містячи транспортні білки, що регулюють транспорт молекул до клітини. На додаток до цих функцій, на бактеріальних цитоплазматичних мембранах також протікають реакції енергетичного циклу. На відміну від еукаріотів, бактеріальні мембрани (з деякими виключеннями, наприклад у мікоплазм і метанотрофів) загалом не містять стеролів. Проте, багато бактерій містять структурно пов'язані сполуки, так звані хопаноїди, які ймовірно виконують ту ж функцію. На відміну від еукаріотів, бактерії можуть мати широку різноманітність жирних кислот в межах своїх мембран. Разом з типовими насиченими і ненасиченими жирними кислотами, бактерії можуть містити жирні кислоти з додатковими метильними, гідрокси- або навіть циклічними групами. Відносні пропорції цих жирних кислот бактерія може регулювати для підтримання оптимальної текучість мембрани (наприклад, при змінах температури).

## Поверхневі структури бактерій

### Ворсинки і фімбрії
Основна стаття: Ворсинка
Ворсинки і фімбрії (pili, fimbriae) — східні за будовою поверхневі структури бактерій. Спочатку ці терміни були введені окремо, але зараз подібні структури класифікуються як ворсинки I, IV типів та статеві ворсинки, але багато інших типів залишаються некласифікованими.
Статеві ворсинки — дуже довгі (5-20 мікрон) і присутні на бактеріальній клітині в невеликій кількості. Вони використовуються для обміну ДНК під час бактеріальної кон'югації.
Ворсинки або фімбрії I типу — коротші (1-5 мікрон), тягнуться від зовнішньої мембрани в багатьох напрямках, мають трубчасту форму, присутні у багатьох членах типу Proteobacteria. Ці ворсинки звичайно використовуються для прикріплення до поверхонь.
Ворсинки або фімбрії IV типу — середньої довжини (близько 5 мікрон), розташовані на полюсах бактерій. Ворсинки IV типу допомагають прикріплятися до поверхонь (наприклад, при формування біофільмів), або до інших клітин (наприклад, тваринних клітин протягом патогенезу)). Деякі бактерії (наприклад, Myxococcus) використовують ворсинки IV типу як механізм руху.

### S-шар
Основна стаття: S-шар
На поверхні, поза шаром пептидіглікану або зовнішньою мембраною, часто розташовується білковий S-шар. Хоча функція цього шару до кінця не відома, вважається, що цей шар забезпечує хімічний і фізичний захист поверхні клітини і може служити макромолекулярним бар'єром. Вважається також, що S-шари можуть мати і інші функції, наприклад, вони можуть служити факторами патогенності в Campylobacter і містять зовнішні ферменти у Bacillus stearothermophilus.

### Капсули і слиз
Основна стаття: Бактеріальний слиз
Багато бактерій виділяють позаклітинні полімери за межами своїх клітинних стінок. Ці полімери зазвичай складені з полісахаридів і іноді білків. Капсули — відносно непроникні структури, які не можуть бути фарбовані багатьма фарбниками. Вони загалом використовуються для до прикріплення бактерій до інших клітин або неживих поверхонь при формуванні біофільмів. Вони мають різну структуру від неорганізованого слизового шару з клітинних полімерів до надзвичайно структурованих мембранних капсул. Інколи ці структури залучені у захист клітин від поглинення клітинами еукаріотів, наприклад, макрофагами. Також виділення слизу має сигнальну функцію для повільно-рухомих бактерій та, можливо, використовується безпосередньо для руху бактерій.

### Джгутики
Основна стаття: Джгутик

Типи розташування джгутиків: A-монотрихи
B-лофотрихи
C-амфітрихи
D-перитрихи

Можливо, найбільш впізнаваними позаклітинними структурами бактеріальної клітини є джгутики. Бактеріальні джгутики — це нитчасті структури, які активно обертаються навколо своєї осі за допомогою джгутикового мотора і відповідають за рух багатьох бактерій у рідкому середовищі. Розташування джгутиків залежить від виду бактерій та буває кількох типів (див. зображення). Джгутики клітини — складні структури, які складені з багатьох білків. Сам філамент складений з включають флагеліну (FlaA), який формує філамент трубчастої форми. Джгутиковий мотор — це великий білковий комплекс, який охоплює клітинну стінку і обидві її мембрани (якщо вони є), формуючи обертальний мотор. Цей мотор рухається за рахунок електричного потенціалу на цитоплазматичній мембрані.

### Системи секреції
Основна стаття: Секреція
Крім того, у цитоплазматичній мембрані та клітинній оболонці розташовані спеціалізовані системи секреції, структура яких залежить від виду бактерії.

## Внутрішня структура

Структура клітини прокаріотів

У порівнянні з еукаріотами, внутрішньоклітинна структура бактеріальної клітини дещо простіша. Бактерії майже не містять мембранних органел, як еукаріоти Звичайно, хромосома і рибосоми є єдиними легко помітними внутрішньоклітинними структурами, знайденими у всіх бактерій. Хоча деякі групи бактерій містять складніші спеціалізовані внутрішньоклітинні структури, нижче обговорюються деякі з них.

### Цитоплазма і цитоскелет
Вся внутрішня частина бактеріальної клітини в межах внутрішньої мембрани називається цитоплазмою. Гомогенна фракція цитоплазми, що містить набір розчинних РНК, білків, продуктів і субстратів метаболічних реакцій, називається цитозолем. Інша частина цитоплазми представлена різними структурними елементами, що включають хромосому, рибосоми, цитоскелет бактерій та інші. До недавнього часу вважалося, що бактерії не мають цитоскелету, але зараз в бактеріях знайдені ортологи або навіть гомологи всіх типів філаментів еукаріотів: мікротрубочок (FtsZ), актину (MreB і ParM) і проміжних філаментів (Кресцентин). Цитоскелет виконує багато функцій, часто відповідаючи за форму клітини та за внутрішньоклітинний транспорт.

### Бактеріальна хромосома і плазміди
На відміну від еукаріотів, бактеріальна хромосома не знаходиться у внутрішній частині обмеженого мембраною ядра, але знаходиться в цитоплазмі. Це означає, що передача клітинної інформації через процеси трансляції, транскрипції і реплікації відбувається в межах того ж компартмента, і її компоненти можуть взаємодіяти з іншими структурами цитоплазми, зокрема, рибосомами. Бактерійна хромосома не упакована використовуючи гістони, як у еукаріотів, але замість того існує у вигляді компактної суперзакрученої структури, називаної нуклеоїдом. Самі бактеріальні хромосоми кругові, хоча існують приклади лінійних хромосом (наприклад, у Borrelia burgdorferi). Разом з хромосомною ДНК, більшість бактерій також містять маленькі незалежні шматки ДНК, що називаються плазмідами, які часто кодують окремі білки, які вигідні але не має великого значення для бактерії-хазяїна. Плазміди можуть бути легко придбаними або втраченими бактерією і можуть переноситися між бактеріями як форма горизонтального переносу генів.

### Рибосоми і білкові комплекси
У більшості бактерій, найчисленнішими внутрішньоклітинними структурами є рибосоми, місце синтезу білків у всіх живих організмах. Рибосоми бактерій також дещо відрізняються від рибосом еукаріотів та архей і мають константу седиментації 70S (на відміну від 80S у еукаріотів). Хоча рибосоми — найбільш поширений внутрішньоклітинний білковий комплекс у бактеріях, інколи за допомогою електронної мікроскопії спостерігаються інші великі комплекси, хоча у більшості випадків їх призначення невідоме.

### Внутрішні мембрани
Однією з основних відмінностей клітини бактерій від клітини еукаріотів є відсутність ядерної мембрани і, найчастіше, відсутність взагалі мембран всередині цитоплазми. Багато важливих біохімічних реакцій, наприклад, реакції енергетичного циклу, відбуваються завдяки іонним градієнтам через мембрани, створюючи різницю потенціалів подібно батареї. Відсутність внутрішніх мембран в бактеріях означає, що ці реакції, наприклад, перенос електрона у реакціях електронно-транспортного ланцюжка, відбуваються через цитоплазматичну мембрану, між цитоплазмою і периплазмою. Проте, у деяких фотосинтезуючих бактерій існує розвинена мережа похідних від цитоплазматичної фотоситетичних мембран. У пурпурових бактерій (наприклад, Rhodobacter) вони зберегли зв'язок з цитоплазматичною мембраною, що легко виявляється на зрізах під електронним мікроскопом, але у ціанобактерій цей зв'язок або важко виявляється, або втрачений в процесі еволюції.

### Гранули
Деякі бактерії формують внутріклітинні гранули для зберігання поживних речовин, таких як глікоген, поліфосфат, сірка або полігідроксіалканоати, що дають бактеріям можливість зберігати ці речовини для використання пізніше.

### Газові везикули
Основна стаття: Газова везикула
Газові везикули — веретеноподібні структури, знайдені в деяких планктонних бактеріях, що забезпечують плавучість клітинам цих бактерій, зменшуючи їхню повну щільність. Вони складаються з білкової оболонки, дуже непроникної до води, але проникних до більшості газів. Налагоджуючи кількість наявності газу в своїх газових везикулах, бактерія може збільшувати або зменшувати свою повну щільність і таким чином рухатися вверх або униз в межах товщі води, підтримуючи себе у оточенні, оптимальному для росту.

### Карбоксисоми
Основна стаття: Карбоксисома
Карбоксисоми — внутріклітинні структури, знайдені в багатьох автотрофних бактеріях, наприклад Cyanobacteria, нітрозних бактеріях і Nitrobacteria. Це білкові структури, що нагадують глав вірусні частинки за морфологією, і містять ферменти фіксації вуглекислоти в цих організмах (особливо рібулозо-бісфосфат-карбоксіласа/оксигеназу, RuBisCO, і вугільна ангідраза). Вважається, що висока локальна концентрація ферментів разом з швидкою конверсією бікарбонату до вуглекислоти вугільною ангідразою дозволяє швидшу і ефективнішу фіксацію вуглекислоти, ніж можливо усередині цитоплазми.
Відомо, що подібні структури містять кофермент B12-містячу гліцерин-дегідратазу, ключовий фермент ферментації гліцерину до 1,3-пропанедіолу в деяких представниках родини Enterobacteriaceae (наприклад Salmonella).

### Магнетосоми
Відомим класом мембранних органел бактерій, які більш нагадують еукаріотичні органели, але, можливо, теж зв'язані з цитоплазматичною мембраною, є магнетосоми, присутні у магнетотактичних бактерій.

## Спори і неактивні форми бактерій

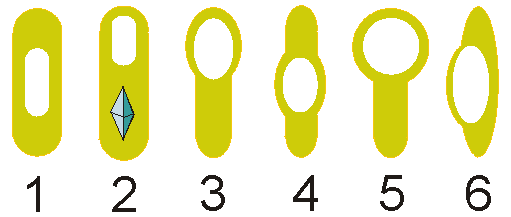
Типи морфології ендоспор. (1, 4) Центральна ендоспора, (2, 3, 5) термінальна ендоспора, (6) подовжня ендоспора

Див. також: Неактивні форми бактерій
Деякі бактерії типу Firmicutes здібні до формування ендоспор, що дозволяють їм витримати екстремальні екологічні та хімічні умови (наприклад, грам-позитивні Bacillus, Anaerobacter, Heliobacterium та Clostridium). Майже у всіх випадках формується одна ендоспрора, тому це не процес відтворення, хоча Anaerobacter може формувати до семи ендоспор на клітину. Ендоспори мають центральне ядро, складене з цитоплазми що містить ДНК та рибосоми, оточене шаром корки і захищене непроникною і жорсткою оболонкою. Ендоспори не показують ніякого метаболізму і можуть витримати екстремальний фізико-хімічний тиск, наприклад високі рівні ультрафіолетового випромінювання, гамма-випромінювання, детергентів, дезінфікувальних засобів, нагрівання, тиску і висушування. У такому неактивному стані ці організми, у деяких випадках, мужуть залишатися життєздатними протягом мільйонів років та виживати навіть у космічному просторі. Ендоспори можуть бути причиною захворювань, наприклад, при сибірці, коли відбувається вдихання ендоспор Bacillus anthracis, вони перетворюються на вегетативні форм цієї бактерії і спричинюють легеневу форму хвороби.
Метан-окислюючі бактерії у роду Methylosinus також формують стійкі до висушування спори, так звані екзоспори, тому що вони формуються брунькуванням на кінці клітини. Екзоспори не містять діамінопіколінової кислоти, характерного компоненту ендоспор. Цисти — це інші неактивні, оточені товстою стінкою структури, які утворюються членами родів Azotobacter, Bdellovibrio (бделоцисти), і Myxococcus (міксоспори). Вони стійкі до висушування та інших шкідливих умов, але до меншого ступеня, ніж ендоспори. При утворенні цист представниками Azotobacter, поділ клітини завершується утворенням товстої багатошарової стінки і оболонки, що оточує клітину. Нитчасті Actinobacteria формують відтворні спори двох категорій: кондіціоспори, які є ланцюжками спор, сформованих з міцелієподібник ниток, та спорангієспори, які формуються в спеціалізованих мішечках, спорангіях.